# Floriana Lima
Floriana Lima, född 26 mars 1981 i Cincinnati, är en amerikansk skådespelare.
Lima har bland annat medverkat i TV-serierna Supergirl (2016-2017), The Punisher från 2019 och A Million Little Things (2020-2021).

## Filmografi (i urval)
- 2016 – Supergirl (TV-serie)
- 2016–2018 – Lethal Weapon (TV-serie)
- 2019 – The Punisher (TV-serie)
- 2020–2021 – A Million Little Things (TV-serie)